# La Puebla de Alfindén
La Puebla de Alfindén ist eine Kleinstadt und Hauptort einer Gemeinde (municipio) mit 6.426 Einwohnern (Stand: 2024) in der spanischen Provinz Saragossa der Autonomen Gemeinschaft Aragonien.

## Lage und Klima
La Puebla de Alfindén liegt am Bewässerungskanal von Urdán (Acequia de Urdán) etwa neun Kilometer (Luftlinie) ostsüdöstlich der Provinzhauptstadt Saragossa in einer Höhe von ca. 200 m. Das Klima ist gemäßigt; Regen (ca. 408 mm/Jahr) fällt mit Ausnahme der eher trockenen Sommermonate übers Jahr verteilt.
Durch die Gemeinde führt die Autovía A-2.

## Bevölkerungsentwicklung
| 1900 | 1910 | 1920 | 1930 | 1940 | 1950 | 1960 | 1970 | 1981 | 1991 | 2001 | 2011 | 2021 |
| ---- | ---- | ---- | ---- | ---- | ---- | ---- | ---- | ---- | ---- | ---- | ---- | ---- |
| 998  | 1015 | 1153 | 1245 | 1154 | 1226 | 1237 | 1190 | 1357 | 1463 | 2118 | 5433 | 6446 |

Die Bevölkerung war in den Jahren des 19. und 20. Jahrhunderts weitgehend stabil und erlebte erst ab den 2000er Jahren einen erheblichen Anstieg.

## Wirtschaft
Jahrhundertelang lebten die Bewohner des Ortes direkt oder indirekt als Selbstversorger. Ende des 20. Jahrhunderts wurde La Puebla de Alfindén auch zu einer Siedlung für Pendler nach Saragossa.

## Gemeindepartnerschaften
Mit der französischen Gemeinde Lée im Département Pyrénées-Atlantiques (Neuaquitanien) besteht seit 1997 eine Partnerschaft.

## Persönlichkeiten
- Carmelo Lisón Tolosana (1929–2020), Anthropologe

## Sehenswürdigkeiten

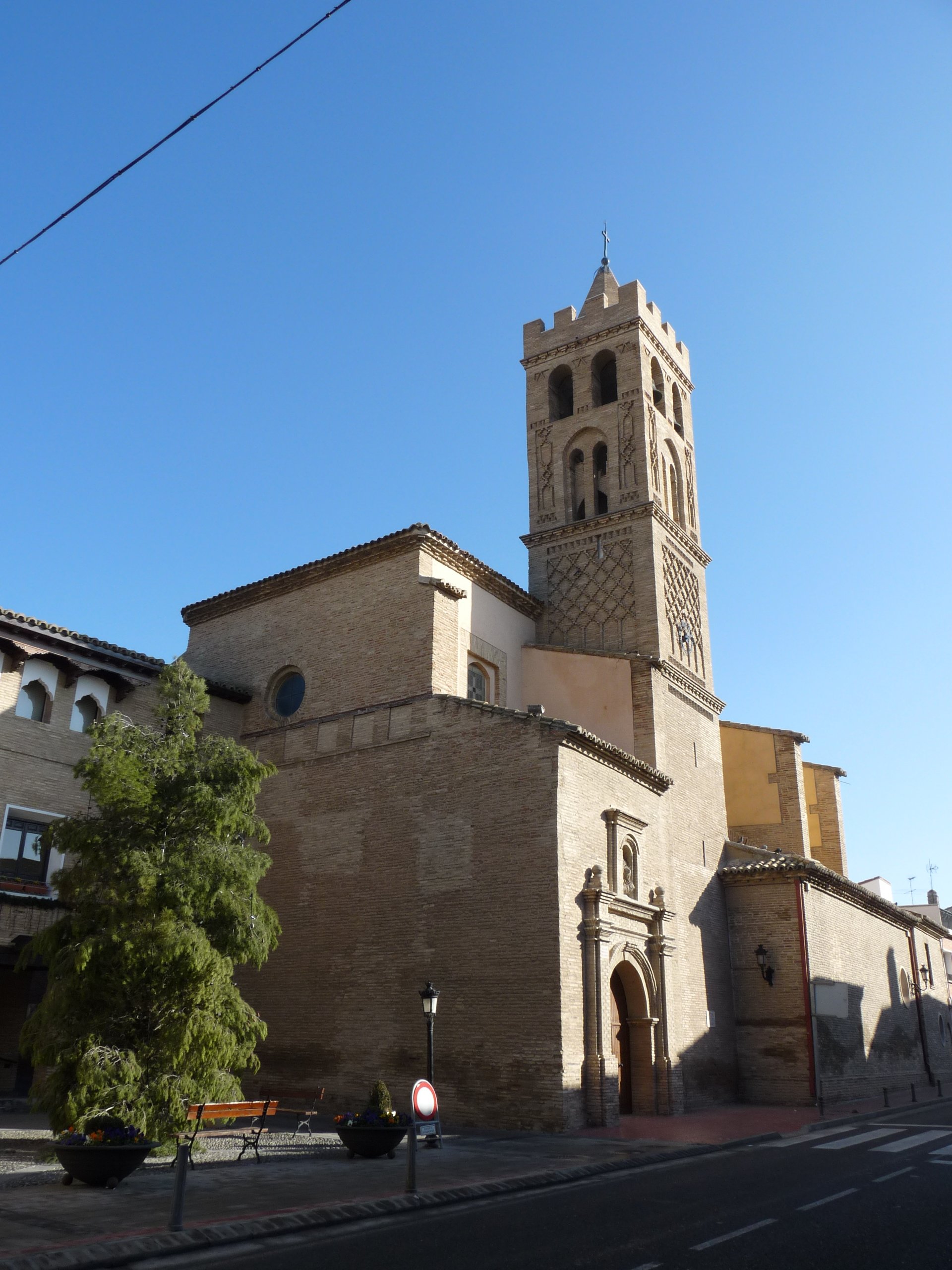
Kirche Mariä Himmelfahrt
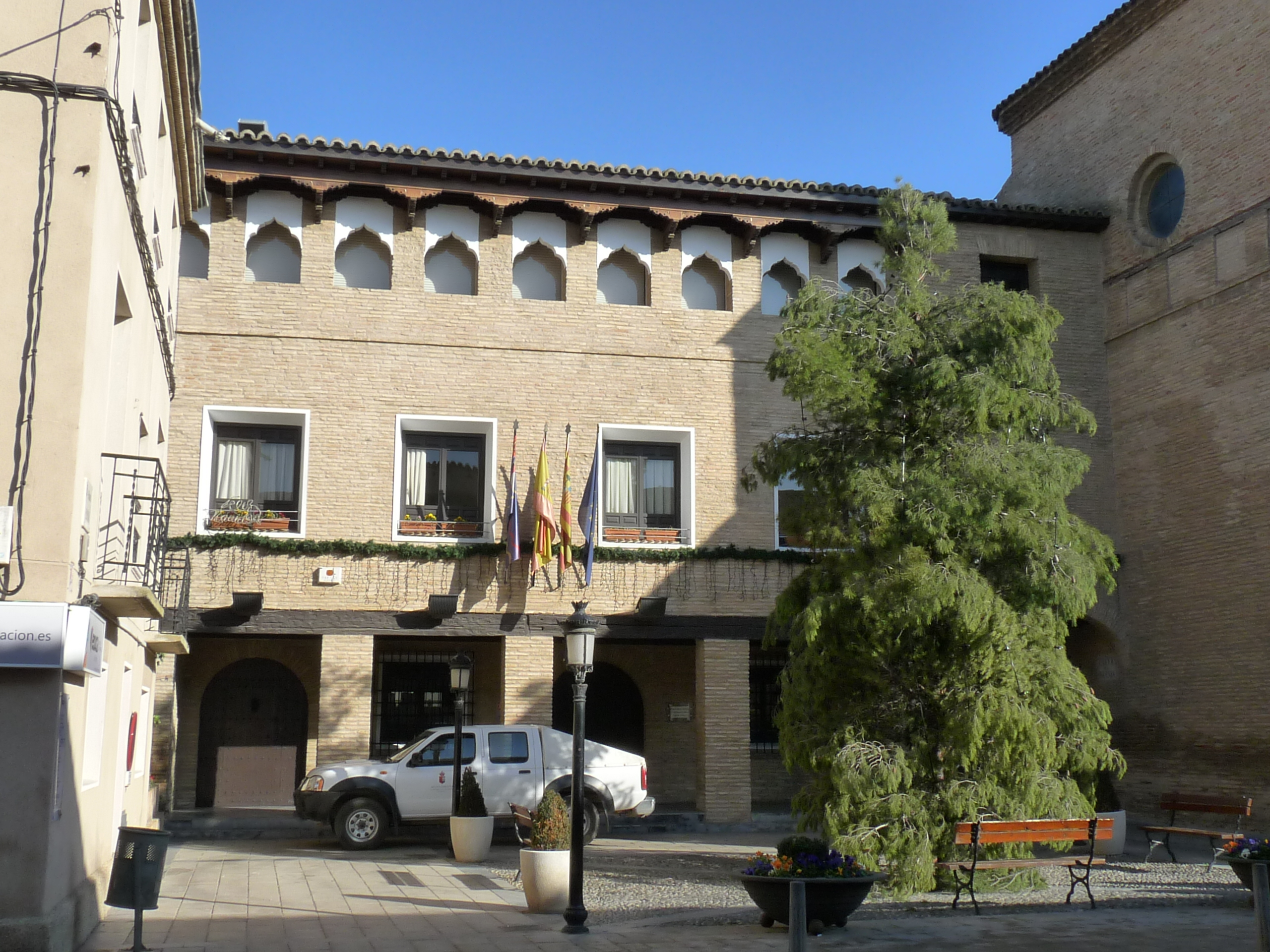
Rathaus

- Kirche Mariä Himmelfahrt
- Rathaus